# 주석황
주석황(朱碩熿, ? ~ 1630년 1월 24일)은 명나라의 번왕인 당왕(唐王) 주주영의 아들이며 주기성의 부친이다.
1570년 당왕세자에 책봉되었고, 2년 후인 1572년 당왕으로 즉위하였다. 1629년 사망하여 시호를 당단왕(唐端王)이라 하였고, 그의 손자 주율건이 당왕을 계승하였다.
1645년, 손자 주율건이 융무제로 즉위하자 주석황을 단황제(端皇帝)로 추존하였다.